# شاهدخت یاتا
شاهدخت یاتا (انگلیسی: Princess Yata; – بعد از ۳۹۹)یکی از امپراتریس‌های ژاپن، همسر امپراتور نینتوکو اهل ژاپن بود.